# アニメ・ステラー
『アニメ・ステラー』は、NHKで2022年4月5日から2025年3月23日まで放送されていたラジオのトーク番組。
この番組では、日本のアニメーション文化を、「独特の発展の秘密」に加え、「未来に語り継ぎたい作品」をじっくりとトークしていくもの。

## 放送時間
- 2022年4月5日 - 2024年9月24日
  - NHKラジオ第1・NHKワールド・ラジオ日本：毎週火曜日 20時5分 - 20時55分
  - 基本的に生放送だが、収録放送になる場合もある。
- 2024年10月13日[2] - 2025年3月23日
  - NHK-FM：隔週日曜日 18時 - 18時50分
  - 『サカナクション・山口一郎 〜Night Fishing Radio〜』と交互に放送、基本的に収録放送。NHKワールド・ラジオ日本での放送は無し。

祝日・大型連休・お盆・年末年始などの特別編成がある日は休止となる。2024年1月2日は当初放送が予定されていたが、後述の通り休止された。

## 出演者
- MC
  - サッシャ[3]
  - 亜咲花[4]
- 音楽コーナーナビゲーター（基本的に隔週交代で出演）
  - 澄川龍一[5]
  - 冨田明宏[6]

## 各回のテーマとゲスト
放送回数が太字の回は、番組終了後のアフタートークがポッドキャストで公開されていた（2024年9月末で終了）。基本的にその回のスタジオに出演したゲストもアフタートークに出演するが、備考欄の★はその回で複数組いるスタジオ出演ゲストそれぞれのアフタートークが個別に配信されたことを示す。配信期間は放送日の3日後の金曜日17時から約2ヶ月間となる。

### 2022年度
| 放送回 | 放送日         | 取り上げる作品                                      | ゲスト                                       | 備考                                                                                |
| ------ | -------------- | --------------------------------------------------- | -------------------------------------------- | ----------------------------------------------------------------------------------- |
| 1      | 2022年 4月5日  | ソードアート・オンライン                            | 足立慎吾 梶浦由記                            |                                                                                     |
| 2      | 4月12日        | とある科学の超電磁砲                                | 新井里美 松倉友二                            | 2024年2月6日にアンコール放送を実施。                                                |
| 3      | 4月19日        | うたの☆プリンスさまっ♪                              | 寺島拓篤                                     | NHK-FMにて8月14日22時より、再編集したセレクション放送を実施。                       |
| 4      | 4月26日        | うたの☆プリンスさまっ♪                              | 上松範康                                     | NHK-FMにて8月14日22時より、再編集したセレクション放送を実施。                       |
| 5      | 5月10日        | 輪るピングドラム                                    | 幾原邦彦                                     |                                                                                     |
| 6      | 5月17日        | 輪るピングドラム                                    | 荒川美穂 三宅麻理恵                          |                                                                                     |
| 7      | 5月24日        | 機動戦士ガンダム ククルス・ドアンの島               | 安彦良和                                     |                                                                                     |
| 8      | 5月31日        | 機動戦士ガンダム ククルス・ドアンの島               | 古谷徹 森口博子                              |                                                                                     |
| 9      | 6月7日         | オーバーロード                                      | 伊藤尚往 菅原雪絵                            |                                                                                     |
| 10     | 6月14日        | 盾の勇者の成り上がり                                | 石川界人 瀬戸麻沙美 YOU-TA・KAZUKI（MADKID） |                                                                                     |
| 11     | 6月21日        | メイドインアビス                                    | 富田美憂                                     | 2023年3月7日にアンコール放送を実施。                                                |
| 12     | 6月28日        | メイドインアビス                                    | 小島正幸 山下愼平                            | 第26回参議院議員通常選挙の政見放送編成に伴い、一部の放送局では放送休止。            |
| 13     | 7月5日         | アニテラ的アニソン特集「亜咲花」                    | 鈴木このみ                                   | 第26回参議院議員通常選挙の政見放送編成に伴い、一部の放送局では放送休止。            |
| 14     | 7月12日        | アニテラ的アニソン特集「影山ヒロノブ」              | 影山ヒロノブ きただにひろし                  |                                                                                     |
| 15     | 7月19日        | コードギアス                                        | 河口佳高 谷口廣次朗                          | 亜咲花は新型コロナウイルス感染に伴う療養のため休演。 第17回は冒頭でメッセージ出演。 |
| 16     | 7月26日        | コードギアス                                        | ゆかな                                       | 亜咲花は新型コロナウイルス感染に伴う療養のため休演。 第17回は冒頭でメッセージ出演。 |
| 17     | 8月2日         | ゲゲゲの鬼太郎                                      | 古賀豪 吉野弘幸                              | 亜咲花は新型コロナウイルス感染に伴う療養のため休演。 第17回は冒頭でメッセージ出演。 |
| 18     | 8月23日        | ラブライブ!スーパースター!!                         | 伊達さゆり 絵森彩                            | 亜咲花は新型コロナウイルス感染に伴う療養のため休演。 第17回は冒頭でメッセージ出演。 |
| 19     | 8月30日        | ラブライブ!スーパースター!!                         | 藤澤慶昌                                     |                                                                                     |
| 20     | 9月6日         | ヤマノススメ                                        | 阿澄佳奈                                     | 亜咲花は体調不良のため休演。                                                        |
| 21     | 9月13日        | ヤマノススメ                                        | 山本裕介                                     |                                                                                     |
| 22     | 9月20日        | マクロス                                            | 福山芳樹 JUNNA                               |                                                                                     |
| 23     | 9月27日        | マクロス                                            | 河森正治 根元歳三                            | 2023年8月8日にアンコール放送を実施。                                                |
| 24     | 10月4日        | 機動警察パトレイバー                                | 出渕裕 伊藤和典                              |                                                                                     |
| 25     | 10月11日       | 機動警察パトレイバー                                | 冨永みーな 古川登志夫                        |                                                                                     |
| 26     | 10月18日       | アニテラ的アニソン特集「笠原弘子」                  | 笠原弘子                                     |                                                                                     |
| 27     | 11月1日        | PUI PUI モルカーシリーズ                            | 小野ハナ 小鷲翔太                            |                                                                                     |
| 28     | 11月8日        | すずめの戸締まり                                    | 新海誠 原菜乃華                              | この回のアフタートークはレギュラー陣のみで収録。                                    |
| 29     | 11月15日       | 転生したらスライムだった件                          | 岡咲美保                                     |                                                                                     |
| 30     | 11月22日       | 転生したらスライムだった件                          | 杉本紳朗                                     |                                                                                     |
| 31     | 11月29日       | うる星やつら                                        | 平野文                                       |                                                                                     |
| 32     | 12月6日        | うる星やつら                                        | 柿原優子                                     |                                                                                     |
| 33     | 12月6日        | かぐや様は告らせたい -ファーストキッスは終わらない- | 小原好美                                     |                                                                                     |
| 34     | 12月13日       | かぐや様は告らせたい -ファーストキッスは終わらない- | 石川達也 杉山勝彦                            | ★                                                                                   |
| 35     | 2023年 1月10日 | BanG Dream!                                         | 柿本広大 綾奈ゆにこ                          | ★                                                                                   |
| 36     | 1月17日        | BanG Dream!                                         | 愛美 工藤晴香                                | ★                                                                                   |
| 37     | 1月24日        | アニテラ的アニソン特集「奥井雅美」                  | 奥井雅美                                     |                                                                                     |
| 38     | 1月31日        | アニテラ的アニソン特集「Tom-H@ck」                  | Tom-H@ck                                     |                                                                                     |
| 39     | 2月7日         | グリッドマン ユニバース                             | 緑川光 広瀬裕也                              | ★                                                                                   |
| 40     | 2月14日        | グリッドマン ユニバース                             | 雨宮哲 オーイシマサヨシ                      | ★                                                                                   |
| 41     | 2月21日        | 進撃の巨人                                          | 井上麻里奈                                   |                                                                                     |
| 42     | 2月28日        | 進撃の巨人                                          | 林祐一郎 瀬古浩司                            | ★                                                                                   |
| 43     | 3月14日        | アニテラ的アニソン特集「angela」                    | angela                                       |                                                                                     |
| 44     | 3月28日        | 名探偵コナン                                        | 立川譲 林原めぐみ                            | ★                                                                                   |

### 2023年度
| 放送回 | 放送日        | 取り上げる作品                                                   | ゲスト                                    | 備考 |
| ------ | ------------- | ---------------------------------------------------------------- | ----------------------------------------- | --- |
| 45     | 2023年 4月4日 | TIGER & BUNNY 2                                                  | 平田広明                                  | |
| 46     | 4月11日       | TIGER & BUNNY 2                                                  | 西田征史                                  | |
| 47     | 4月18日       | アニテラ的アニソン特集「蒼井翔太」                               | 蒼井翔太                                  | |
| 48     | 4月25日       | ポプテピピック                                                   | 青木純                                    | |
| 49     | 5月9日        | ゴールデンカムイ                                                 | 高木登 高橋和彰                           | ★ |
| 50     | 5月16日       | ゴールデンカムイ                                                 | 小林親弘                                  | |
| 51     | 5月23日       | アニテラ的アニソン特集「ささきいさお」                           | ささきいさお                              | |
| 52     | 5月30日       | アニテラ的パーソン特集「井上喜久子」                             | 井上喜久子 井上ほの花                     | |
| 53     | 6月6日        | PSYCHO-PASS サイコパス                                           | 野島健児 関智一                           | |
| 54     | 6月13日       | PSYCHO-PASS サイコパス                                           | 塩谷直義                                  | |
| 55     | 6月20日       | 青春ブタ野郎シリーズ                                             | 鴨志田一                                  | |
| 56     | 6月27日       | 青春ブタ野郎シリーズ                                             | 久保ユリカ                                | |
| 57     | 7月3日        | 機動戦士ガンダム 水星の魔女                                      | 市ノ瀬加那                                | |
| 58     | 7月11日       | 機動戦士ガンダム 水星の魔女                                      | 大間々昂                                  | |
| 59     | 7月18日       | 五等分の花嫁                                                     | 小倉充俊                                  | |
| 60     | 7月25日       | 五等分の花嫁                                                     | 松岡禎丞                                  | |
| 61     | 8月1日        | アニテラ的パーソン特集「蒼樹うめ」                               | 蒼樹うめ 阿澄佳奈                         | |
| 62     | 8月22日       | SAND LAND                                                        | 田村睦心 横嶋俊久                         | ★ 2024年3月16日13時10分 - 14時にNHK-FMでアンコール放送を実施。 |
| 63     | 8月29日       | 涼宮ハルヒの憂鬱                                                 | 伊藤敦 平野綾                             | ★ |
| 64     | 9月5日        | シティーハンター                                                 | 神谷明 こだま兼嗣                         | ★ |
| 65     | 9月12日       | 無職転生II 〜異世界行ったら本気だす〜                            | 内山夕実                                  | |
| 66     | 9月19日       | アニテラ的パーソン特集「井上和彦」                               | 井上和彦                                  | |
| 67     | 9月26日       | 文豪ストレイドッグス                                             | 倉兼千晶                                  | |
| 68     | 10月3日       | デジモンアドベンチャー                                           | 関弘美 田口智久                           | ★ |
| 69     | 10月10日      | 「デジモン主題歌」特集                                           | 前田愛                                    | |
| 70     | 10月17日      | アニテラ的アニソン特集「畑亜貴」                                 | 畑亜貴                                    | |
| 71     | 10月24日      | アニテラ的アニソン特集「KOTOKO」                                 | KOTOKO                                    | |
| 72     | 11月7日       | タツノコプロ特集                                                 | 吉田すずか 依田健 笹川ひろし              | ★ |
| 73     | 11月14日      | アニテラ的パーソン特集「岩浪美和」                               | 岩浪美和                                  | |
| 74     | 11月21日      | 攻殻機動隊 SAC_2045                                              | 神山健治 石川光久                         | |
| 75     | 11月28日      | 攻殻機動隊シリーズ特集                                           | 大塚明夫                                  | |
| 76     | 12月5日       | 劇場版 乙女ゲームの破滅フラグしかない悪役令嬢に転生してしまった… | 井上圭介 青井宏之                         | |
| 77     | 12月12日      | アニテラin大阪!「アニソン歌姫スペシャル」                        | TRUE Machico やなぎなぎ                   | 大阪府の「大阪来てな!キャンペーン」内「中之島アニメBOX」の一環として、2023年11月25日に大阪市中央公会堂において行われた当番組では初となる公開収録の模様を放送。                                         |
| 78     | 12月19日      | アニテラin大阪!「アニソン歌姫スペシャル」                        | TRUE Machico やなぎなぎ                   | 大阪府の「大阪来てな!キャンペーン」内「中之島アニメBOX」の一環として、2023年11月25日に大阪市中央公会堂において行われた当番組では初となる公開収録の模様を放送。                                         |
| 79     | 2024年 1月9日 | アイドルマスター ミリオンライブ!                                 | 綿田慎也 佐藤貴文                         | |
| 80     | 1月16日       | アイドルマスター シャイニーカラーズ                              | 高山祐介 池田ななこ                       | |
| 81     | 1月23日       | とらドラ!                                                        | 間島淳司                                  | |
| 82     | 1月30日       | 劇場版 SPY×FAMILY CODE: White                                    | 片桐崇 江口拓也 早見沙織 松田健一郎       | 事前収録による放送、この回のアフタートークはレギュラー陣のみで収録。 当初1月2日に放送予定だったが、前日の令和6年能登半島地震の発生と、羽田空港で発生した地上衝突事故に伴う非常報道体制により放送中止。 |
| 83     | 2月13日       | アニテラ的アニソン特集「fhána」                                  | fhána                                     | |
| 84     | 2月20日       | ドッグシグナル                                                   | 麦穂あんな 松田健一郎 坂田淳 みやうち沙矢 | この回はミュージックライブラリーを休止。 アフタートークには坂田は未出演。 2024年8月20日に再放送。 |
| 85     | 2月27日       | 勇気爆発バーンブレイバーン                                       | 大張正己 鈴木崚汰                         | |
| 86     | 3月5日        | アニテラ的アニソン特集「fripSide」                               | 八木沼悟志                                | |
| 87     | 3月19日       | クラユカバ                                                       | 塚原重義 狩野翔                           | この回はミュージックライブラリーを休止。 |
| 88     | 3月26日       | 響け!ユーフォニアム                                              | 黒沢ともよ                                | |

### 2024年度
| 放送回 | 放送日         | 取り上げる作品                               | ゲスト                                              | 備考 |
| ------ | -------------- | -------------------------------------------- | --------------------------------------------------- | --- |
| 89     | 2024年 4月2日  | 響け!ユーフォニアム                          | 石原立也                                            | |
| 90     | 4月16日        | 烏は主を選ばない                             | 田村睦心 入野自由 瀬川英史                          | |
| 91     | 4月23日        | スフィア特集                                 | 寿美菜子 戸松遥 豊崎愛生                            | |
| 92     | 4月30日        | 黒執事 -寄宿学校編-                          | 渡部俊樹 榎木淳弥 音羽-otoha-                       | この回はミュージックライブラリーを休止。                                                                                               |
| 93     | 5月14日        | アニメ『黒執事』シド主題歌特集               | マオ ゆうや                                         | ★ |
| 94     | 5月21日        | ふしぎ駄菓子屋 銭天堂                        | 池谷のぶえ 片山福十郎                               | 当初4月9日に放送予定だったが、『ジャーナルクロス』緊急経済討論番組を放送のため休止、日程および収録放送に変更。 2024年8月13日に再放送。 |
| 95     | 5月28日        | アニテラ的パーソン特集「椎名へきる」         | 椎名へきる                                          | |
| 96     | 6月4日         | 『ウマ娘 プリティーダービー』アニメ&音楽特集 | 上田瞳 矢野妃菜喜                                   | ★ |
| 97     | 6月11日        | ウマ娘 プリティーダービー 新時代の扉         | 藤本侑里 上坂すみれ                                 | アフタートークは藤本のみ出演。 |
| 98     | 6月18日        | ダンジョン飯                                 | 千本木彩花 神戸光歩                                 | |
| 99     | 6月25日        | ダンジョン飯                                 | 熊谷健太郎 宮島善博                                 | |
| 100    | 7月2日         | まちカドまぞく                               | 鬼頭明里 小原好美                                   | |
| 101    | 7月9日         | まちカドまぞく                               | 桜井弘明 小原好美                                   | |
| 102    | 7月16日        | 異世界スーサイド・スクワッド                 | 永瀬アンナ 大谷丞                                   | |
| 103    | 7月23日        | 忍たま乱太郎                                 | 高山みなみ 田中真弓 一龍斎貞友                      | 事前収録による放送。 |
| 104    | 8月6日         | ぼっち・ざ・ろっく!                          | 長谷川育美 三井律郎                                 | ★ |
| 105    | 8月27日        | アニテラ的アニソン特集「GRANRODEO」          | KISHOW e-ZUKA                                       | ★ |
| 106    | 9月3日         | ラブライブ!                                  | 新田恵海 内田彩                                     | ★ この週より1ヶ月にわたり『ラブライブ!シリーズ』を特集。                                                                               |
| 107    | 9月10日        | ラブライブ!サンシャイン!!                    | 逢田梨香子 小林愛香                                 | ★ |
| 108    | 9月17日        | ラブライブ!虹ヶ咲学園スクールアイドル同好会  | 相良茉優 林鼓子                                     | ★ |
| 109    | 9月24日        | ラブライブ!スーパースター!!                  | 伊達さゆり 鈴原希実                                 | ★ |
| 110    | 10月13日       | おじゃる丸                                   | 大地丙太郎 西村ちなみ ユースケ・サンタマリア 本多力 | この回より放送体制変更。 |
| 111    | 10月27日       | アニテラ的アニソン特集「澤野弘之」           | 澤野弘之                                            | |
| 112    | 11月10日       | 『Re:ゼロから始める異世界生活』音楽特集      | 鈴木このみ                                          | |
| 113    | 12月1日        | Re:ゼロから始める異世界生活                  | 小林裕介 高橋李依                                   | |
| 114    | 12月15日       | 科学×冒険サバイバル!                         | 潘めぐみ 内山夕実                                   | |
| 115    | 12月29日       | アニテラ的アニソン特集「水木一郎」           | 堀江美都子                                          | 亜咲花は体調不良のため休演。 |
| 116    | 2025年 1月12日 | スキップとローファー                         | 出合小都美 黒沢ともよ                               | |
| 117    | 1月26日        | 天空戦記シュラト                             | 関俊彦                                              | |
| 118    | 2月9日         | ヒプノシスマイク -Division Rap Battle-       | 岩崎諒太 河西健吾                                   | |
| 119    | 2月23日        | ゾンビランドサガ                             | 竹中信広 本渡楓                                     | |
| 120    | 3月9日         | 放送100年 アニラジヒストリー                 | 岩崎和夫 吉田尚記 藤川桂介 氷川竜介                 | ラジオ100年プロジェクトの一環として放送、民放のアニラジ関係者をゲストに招き、アニラジのこれまでとこれからを語り合う。                  |
| 121    | 3月23日        | 放送100年 アニラジヒストリー                 | 片岡義朗 長谷川太 麻上洋子 三ツ矢雄二 日髙のり子    | ラジオ100年プロジェクトの一環として放送、民放のアニラジ関係者をゲストに招き、アニラジのこれまでとこれからを語り合う。                  |